# Participatiewet
De Participatiewet (Pw) is een Nederlandse wet die is ingegaan op 1 januari 2015. De wet verving het voorgaande stelsel van Wet werk en bijstand (WWB), Wet sociale werkvoorziening en een groot deel van de Wet arbeidsongeschiktheidsvoorziening jonggehandicapten (Wajong). De wet werd ingevoerd door Jetta Klijnsma, van 5 november 2012 tot oktober 2017 staatssecretaris van Sociale Zaken en Werkgelegenheid in het kabinet-Rutte II.
Het uitgangspunt van de Participatiewet is dat iedereen naar vermogen deelneemt (participeert) aan de samenleving en zoveel mogelijk in het eigen onderhoud voorziet.
Het voornaamste doel van de Participatiewet is om zoveel mogelijk mensen met arbeidsvermogen naar werk toe te leiden of te ondersteunen bij het werk. Hierbij gaat de voorkeur uit naar betaald werk, maar als dit niet mogelijk is, kan het ook gaan om vrijwilligerswerk.
Het tweede doel van de Participatiewet is zorgen dat iedereen een inkomen heeft, ook mensen die niet in staat zijn in het eigen levensonderhoud te voorzien. De Participatiewet geeft een (aanvulling op het) inkomen tot het toepasselijke "sociaal minimum" (artikel 7). Er bestaat alleen recht op een bijstandsuitkering (sociale bijstand) voor zover er geen andere, voorliggende, wettelijke regeling is. De bijstand is namelijk het laatste vangnet.

## Bevoegdheid en wettelijke taak
De gemeente (of formeel het college van burgemeester en wethouders, het college) heeft de wettelijke taak om deze wet uit te voeren (artikel 7). Dat kan zij ook samen met andere gemeenten in samenwerkingsverbanden (artikel 8c), waarbij meerdere gemeenten een (interregionale) sociale dienst vormen. Meestal heeft de gemeente een eigen sociale dienst. Voor deze dienst worden door gemeenten verschillende benamingen (Werk, Zorg en Inkomen, etc.) gebruikt.
De gemeenteraad dient hiervoor onder andere de volgende verordeningen vast te stellen (art. 8, 8a en 8b):
- een re-integratieverordening;
- een verordening tegenprestatie ;
- een maatregelverordening;
- een fraude- of handhavingsverordening;
- een verordening cliëntenparticipatie;
- verordeningen inkomenstoeslag en studietoeslag.

In dit artikel wordt voor de leesbaarheid college, gemeente en sociale dienst door elkaar gebruikt, maar het is het college als bestuursrechtelijk bestuursorgaan (met zijn sociale dienst) dat bedoeld wordt en niet zozeer de publiekrechtelijke rechtspersoon gemeente.

## Financiering
Gemeenten voeren de Participatiewet uit in medebewind met het Rijk (Rijksoverheid) en ontvangen hiervoor de middelen. Dit bestaat uit een ongeoormerkt budget (de zogenaamde gebundelde uitkering, artikel 69) voor de financiering van de uitkeringen Participatiewet, Ioaz, Ioaw en Bbz alsook voor loonkostensubsidies. Gemeenten ontvangen daarnaast via de integratie-uitkering sociaal domein van het gemeentefonds een ongeoormerkt budget voor onder andere de bekostiging van de re-integratie (waaronder ook scholing en opleiding).
Bij een budgettekort hoger dan het eigen risico van 5% kan de gemeente bij het Rijk een verzoek indienen om aanvullend budget, de zogenaamde vangnetuitkering.

## Arbeidsbeperking
Mensen hebben formeel een 'arbeidsbeperking' als is vastgesteld door het Uitvoeringsinstituut Werknemersverzekeringen (UWV) dat ze niet zelfstandig het minimumloon kunnen verdienen. In het sociaal akkoord van 2013 werd door Klijnsma de banenafspraak gemaakt, waarin werkgevers toezegden in de loop van twaalf jaar minstens 100.000 banen te creëren voor mensen met een arbeidsbeperking. Het aantal mensen in de doelgroepen van de banenafspraak was ongeveer dubbel zo groot. Klijnsma hield een verplicht quotum achter de hand voor het geval de doelstellingen uit de banenafspraak niet gehaald zouden worden; dit quotum (het minimum aantal medewerkers met een arbeidsbeperking) werd vastgelegd in de Wet banenafspraak en quotum arbeidsbeperkten (1 april 2015; kortweg de 'Quotumwet'). Mensen met een arbeidsbeperking vielen in de doelgroep van de banenafspraak en werden geregistreerd in het landelijk 'doelgroepregister'.
Voor overheids- en semi-overheidsorganisaties werd de Quotumwet van kracht op 1 januari 2018. Als deze organisaties niet aan het quotum zouden voldoen, zouden ze een boete krijgen.
Met de Participatiewet is het werkgevers toegestaan de werknemer een lager loon te betalen dan het minimumloon. Hierdoor bouwt de werknemer geen aanvullend pensioen meer op. Vanuit de wet wordt het inkomen van de werknemer door de gemeente aangevuld tot het sociaal minimum dat voor diegene van toepassing is. Hierbij geldt een vermogenstoets en een partnertoets; er wordt rekening gehouden met de kostendelersnorm en het vermogen en inkomen van degenen met wie men een gezamenlijke huishouding voert. Deze voorwaarden waren er niet in de Wajong, daarom is dit voor deze doelgroep als geheel een achteruitgang. Niet iedereen met een arbeidsbeperking die betaald werk doet werkt in het kader van de Participatiewet; veelal zijn werknemers aangenomen voor de Participatiewet en de banenafspraak ingingen. 
Naomi Doevendans diende in oktober 2018 namens Wij Staan Op! een petitie in bij de Tweede Kamer om te protesteren tegen de gevolgen van de Participatiewet en voor gelijke kansen op de arbeidsmarkt. De petitie werd bijna 90.000 keer ondertekend. De petitie werd ondersteund door GroenLinks.

## Recht op bijstand
Voorwaarden voor het recht op bijstand (artikelen 11, 19, 31, 32, 34, 43):
- 18 jaar of ouder
- een inkomen van ten hoogste 100% van de voor de betrokkene van toepassing zijnde bijstandsnorm;
- beperkt eigen vermogen;
- woonachtig en rechtmatig verblijvend in Nederland;
- Nederlander zijn of daarmee gelijkgesteld zijn;
- woonachtig in de gemeente waar bijstand wordt aangevraagd.

Geen recht op bijstand hebben (artikel 13 PW):
- gedetineerden;
- die zich onttrekt aan een vrijheidsbenemende maatregel;
- die zijn militaire of vervangende dienstplicht vervult;
- die langer dan vier weken per kalenderjaar in het buitenland verblijft (waaronder het zijn van uitreiziger/terrorist);
- die jonger is dan 18 jaar;
- personen van 18, 19 of 20 jaar die in een inrichting verblijven;
- personen jonger dan 27 jaar die door het Rijk bekostigd onderwijs kunnen volgen (kunnen studeren).

In uitzonderlijke en dringende (nood-)situaties (zeer dringende redenen), kan ondanks dat er geen recht bestaat, toch (algemene of bijzondere) bijstand verleend worden (artikel 16).

### Re-integratie
Onder de Participatiewet is de uitkeringsgerechtigde, die jonger is dan de AOW-leeftijd, verplicht om algemeen geaccepteerde arbeid te verkrijgen, deze te aanvaarden en te behouden (artikel 9). De arbeid moet wel passend zijn voor de uitkeringsgerechtigde wat betreft opleiding en omstandigheden. Bij ernstige ziekteklachten of andere zwaarwegende omstandigheden kan een tijdelijke of langdurige vrijstelling van de arbeidsverplichtingen gegeven worden.
Uitkeringsgerechtigden zijn ook verplicht, voor zover niet vrijgesteld, beschikbaar te zijn voor onderzoeken naar de mogelijkheden tot arbeidsinschakeling en beschikbaar te zijn voor re-integratietrajecten. Deze kunnen van alles inhouden, bijvoorbeeld aanvullende scholingen of opleidingen, Participatieplaatsen (werken met behoud van uitkering) en subsidiëring van werkgevers via loonkostensubsidies. Ook is het mogelijk om zgn. beschut werk te verrichten (voorheen sociale werkplaats) waarbij de gemeente of een gezamenlijke instelling het werkgeverschap overneemt.
Aan uitkeringsgerechtigden kunnen hierbij aanvullende eisen gesteld worden. Een gemeente mag o.a. kledingvoorschriften opleggen en eisen aan de haardracht stellen om werkaanvaarding niet te belemmeren. Ook kan verlangd worden dat men voor een baan gaat verhuizen.

### Bijstandsaanvraag
Een aanvraag in het kader van de Participatiewet moet voldoen aan wettelijke eisen. De aanvraagprocedure kan langdurig zijn. Een bijstandsgerechtigde moet een behoorlijke inzage in zijn financiële situatie geven en veel documenten en bankafschriften overleggen. De aanvraag wordt toegekend per datum van melding bij UWV WERKbedrijf (artikel 44), waar men zich moet inschrijven als werkzoekende (artikel 41). Na de melding kan de aanvraag worden ingediend. Dit zijn dus twee verschillende momenten, en waar veel geschillen over ontstaan. Tegenwoordig kan de melding en aanvraag in de meeste gevallen via de internetpagina www.werk.nl van UWV-WERKbedrijf plaatsvinden. De aanvraag is dan wel gericht aan de gemeente in de eigen woonplaats (artikel 40). Bijstand voor een periode voorafgaande aan de aanvraag is in principe niet mogelijk, daarom is het zaak zich tijdig in te schrijven. Voor jongeren onder de 27 jaar geldt een zgn. zoekperiode van vier weken voordat de aanvraag kan worden ingediend, behalve als al een werkloosheidsuitkering wordt ontvangen die aan het aflopen is (artikel 41 lid 6). Er kan een voorschot worden verstrekt als aannemelijk is dat de bijstand zal worden toegekend (artikel 52), wat later wordt verrekend. De aanvrager ontvangt een beschikking waarin de beslissing wordt meegedeeld. De data van voorlopige bijstandsverstrekking en de beschikkingsdatum van de uiteindelijke toekenning kan op later datum van grote invloed zijn op alle inkomensafhankelijke regelingen (zie hieronder over belastingaspecten).

### Wet Taaleis
Sinds 1 januari 2016 bevat de Participatiewet in artikel 8b een inspanningsverplichting voor bijstandsgerechtigden om de Nederlandse taal voldoende te beheersen voor een beter arbeidsmarktperspectief (het vergroten van de participatiekansen van bijstandsgerechtigden op de arbeidsmarkt).
Een bijstandsgerechtigde moet de Nederlandse taal beheersen op referentieniveau 1F. Iemand die nog niet dat niveau beheerst, moet zich inspannen om dit alsnog te beheersen. Referentieniveau 1F is het niveau dat leerlingen aan het einde van groep 8 van het basisonderwijs moeten beheersen om de overstap naar het voortgezet onderwijs goed te kunnen maken. Het gebruikte taalreferentieniveau in het inburgeringsexamen A2 of het niveau NT2 is vergelijkbaar met het referentieniveau 1F.
Een bijstandsgerechtigde moet zijn Nederlandse taalkennis aantonen middels diploma's. Personen die dat niet kunnen, moeten zich inspannen door relevante cursussen te volgen waarbij een toets wordt afgenomen. Van zgn. inburgeraars (Wet inburgering) wordt aangenomen dat zij zich voldoende inspannen. Bij onvoldoende inspanning en resultaten kan de bijstand verlaagd worden voor een periode. Dit moet in een gemeentelijke verordening worden vastgesteld. Het is de bedoeling het vrij rigide verlagingssysteem van de bijstand (ook maatregel genoemd, zie boeten en maatregelen) in artikel 18b wordt aangepast.

### Tegenprestatie
In 2011 is aan artikel 9 (van de toenmalige Wet werk en bijstand, WWB), dat gaat over de arbeids- en reintegratieverplichtingen, de tegenprestatie toegevoegd. De bepaling luidt: De belanghebbende ... is verplicht naar vermogen door het college opgedragen onbeloonde maatschappelijk nuttige werkzaamheden te verrichten die worden verricht naast of in aanvulling op reguliere arbeid en die niet leiden tot verdringing op de arbeidsmarkt.
De oplegging van de tegenprestatie wordt door gemeenten wisselend toegepast. In sommige gemeenten besteden bijstandsgerechtigden hier gemiddeld 16 uur per week aan, in andere gemeenten ligt het gemiddelde lager. Indien iemand vrijwilligerswerk verricht, wordt dit vaak als tegenprestatie aangemerkt. In de meeste gemeenten die de oplegging van een tegenprestatie uitvoeren heeft de uitkeringsgerechtigde invloed op de keuze van de activiteiten die hij opgelegd krijgt. Een en ander geldt ook voor degenen met een IOAW- of IOAZ-uitkering.

## Algemene bijstand
Algemene bijstand is de bijstand ter voorziening in de algemeen noodzakelijke kosten van het bestaan (artikel 5 onderdeel b). Met algemeen noodzakelijke kosten van het bestaan bedoelt de wetgever de bestaanskosten die kunnen worden gerekend tot het op minimumniveau algemeen gangbare bestedingspatroon. De bijstand is aanvullend op eventueel aanwezig inkomen. De algemene bijstandsuitkering voorziet in een maandelijkse inkomensondersteuning tot de toepasselijke bijstandsnorm (alleenstaande (ouder) of getrouwd of als zodanig aangemerkt). De bijstandsgerechtigde is verplicht om naast de arbeidsverplichtingen uit artikel 9 aan de gemeente tijdig en volledig alle inlichtingen te verstrekken die voor de arbeidsondersteuning en bijstandsverlening van belang zijn (artikel 17). Doet hij dat niet, dan kan de gemeente de uitbetaling van de bijstandsuitkering opschorten totdat aan de inlichtingenplicht is voldaan of de bijstand beëindigen als er niet aan wordt voldaan. Ook moet de bijstandsgerechtigde zijn medewerking verlenen aan onderzoeken en uitnodigingen van de gemeente. De gemeente heeft vrij ruime onderzoeksbevoegdheden ter controle of bijstandsgerechtigden zich aan hun verplichtingen houden. Zij kan huisbezoeken afleggen, bij verdenking van fraude de sociale recherche of eigen handhavingsmedewerkers inschakelen en werkgevers en instanties om informatie vragen (artikelen 63 en 64). Over sancties zie hieronder.
Zie ook Uitkeringsfraude.

## Bijzondere bijstand
Bijzondere bijstand is een incidentele of soms periodieke uitkering voor noodzakelijke kosten, die uit bijzondere omstandigheden ontstaan en die niet uit het eigen inkomen of vermogen kunnen worden betaald. Bij voorbeeld voor woonlasten (woonkostentoeslag) en medische kosten, zoals eigen bijdragen, brillen, hoortoestellen, orthopedisch schoeisel etc.. Er wordt verwacht dat men zich aanvullend verzekert tegen ziektekosten. De verschillen tussen gemeenten hierin zijn aanzienlijk, sommige gemeenten verlenen nauwelijks tot nooit bijzondere bijstand. Het komt nog maar zelden voor dat een gemeente vergoedingen betaalt voor een schoolreisje of voor het lidmaatschap van een sportclub. Via het minimabeleid worden dergelijke kosten nog weleens vergoed. Dat valt niet onder de bijzondere bijstand en dus niet onder de Participatiewet, maar onder de eigen bevoegdheden van de gemeente en vindt zijn basis in een gemeentelijke verordening of opname daarvan in het beleid bijzondere bijstand. Anders dan een aanvraag voor algemene bijstand, moet een aanvraag voor bijzondere bijstand niet bij het UWV WERKbedrijf worden ingediend maar bij de gemeente zelf. De gemeente maakt dan een beoordeling, waaronder of de kosten daadwerkelijk noodzakelijk zijn en of er niet draagkracht bestaat om de kosten (deels) zelf te betalen. Niet alleen personen met een algemene bijstandsuitkering kunnen recht hebben op bijzondere bijstand, maar een ieder die een inkomen rond het sociaal minimum heeft (de toepasselijke bijstandsnorm). De vermogensgrenzen voor de algemene bijstand gelden meestal ook voor de bijzondere bijstand, maar niet altijd want gemeenten hebben bij de bijzondere bijstand beleidsvrijheid.
Categoriale inkomensondersteunende voorzieningen houden in dat aan een categorie mensen inkomensondersteuning wordt verstrekt zonder dat voor iedereen in de categorie wordt vereist dat hij of zij de (on)kosten daadwerkelijk maakt, en dat de ondersteuning noodzakelijk is. Artikel 35 staat gemeenten toe deze te verlenen aan mensen die de AOW-leeftijd hebben bereikt, aan chronisch zieken, gehandicapten en aan mensen met schoolgaande kinderen, mits deze mensen een inkomen hebben van niet meer dan 110% van de toepasselijke bijstandsnorm.

### Individuele inkomenstoeslag, studietoeslag (artikel 36 en 36b)
De individuele inkomenstoeslag is een inkomensondersteunende bijdrage die een keer per jaar wordt uitgekeerd. Dit is een tegemoetkoming voor personen van 21 tot 65 jaar die langere tijd van een inkomen op bijstandsniveau moeten rondkomen en geen of weinig eigen vermogen hebben en ook geen concreet uitzicht hebben op betaald werk. De reserveringsruimte is dan te krap. Deze toeslag is er om dit reserveringsgebrek te compenseren. De toeslag is niet bestemd voor bepaalde kosten. De individuele studietoeslag is een inkomensondersteunende bijdrage voor studenten en leerlingen die door een medische beperking naast de studie niet structureel kunnen werken en inkomsten verwerven. Voor hen is de drempel om te lenen een stuk hoger dan voor studenten en leerlingen zonder arbeidsbeperking omdat voor hen de kans op een baan kleiner is. Deze inkomensondersteunende toeslag is voor vrij besteedbaar.

### Energietoeslag
Aanhangig is de Wijziging van de Participatiewet in verband met het eenmalig categoriaal verstrekken van een energietoeslag aan huishoudens met een laag inkomen, inhoudend dat in het jaar 2022 categoriale bijzondere bijstand aan een alleenstaande of een gezin kan worden verleend in de vorm van een eenmalige energietoeslag, zonder dat wordt nagegaan of die alleenstaande of dat gezin in dat jaar een sterk gestegen energierekening had. Gemeenten is toegestaan om vooruitlopend op de inwerkingtreding van het wetsvoorstel al tot uitbetaling van de eenmalige energietoeslagen over te gaan. Als de nodige informatie beschikbaar is, kan de toeslag ambtshalve worden vastgesteld. Gemeenten hebben enige beleidsvrijheid, onder meer voor de keuze van de inkomensgrens (de landelijke richtlijn is 120% van de bijstandsnorm) en het precieze bedrag (de richtlijn is € 800). Bij sommige gemeenten is er een vermogenstoets. In Amsterdam mag bijvoorbeeld de overwaarde van een eventueel eigen huis niet meer zijn dan € 53.100, en overig vermogen niet meer dan € 6.295, inclusief de waarde van een eventuele auto als deze meer waard is dan € 3.500.
Op 5 juli 2022 besloot het kabinet het (richt)bedrag van de eenmalige energietoeslag te verhogen van 800 euro tot 1.300 euro.
Door de Rijksoverheid is besloten om ook voor het jaar 2023 een energietoeslag toe te kennen, met daarbij dezelfde richtlijnen en voorwaarden zoals die in 2022 gebruikt zijn.
Eind 2023 werd aangekondigd door het toenmalige kabinet Rutte IV, dat ondanks de hoge energieprijzen en het verdwijnen van het prijsplafond voor energie, de energietoeslag niet meer uitgekeerd gaat worden in 2024 en de daaropvolgende jaren.

## Aanvulling inkomen tot norm
De (algemene) bijstand is zoals gezegd aanvullend op eventueel aanwezig inkomen. Onder inkomen wordt verstaan inkomsten uit of in verband met arbeid, uit vermogen, uit (onder-)verhuur, sociale zekerheidsuitkeringen, uitkeringen tot levensonderhoud (alimentatie) en voorlopige teruggaven van inkomstenbelasting en premies volksverzekeringen voor zover deze inkomsten betrekking hebben op een periode waarover beroep op bijstand wordt gedaan.
Artikel 19 bepaalt dat algemene bijstand het eigen inkomen aanvult tot maximaal de toepasselijke bijstandsnorm (sociaal minimum). De artikelen 20 t/m 23 geven de toepasselijke bijstandsbedragen. In de algemene bijstand is een vakantietoeslag begrepen ter hoogte van 5% van die bijstand. De norm (netto, excl. vakantietoeslag) is voor alleenstaande personen van 21 tot de AOW-leeftijd jaar zonder kostendelende medebewoners ca. 70% van het minimumloon (over het referentie-minimumloon zie hieronder). Dit is per 1 januari 2020 netto € 999,70 per maand (€ 11 996,40 per jaar). Met vakantietoeslag is dat € 1.052,32 (€ 12 627,84 per jaar).
De Wet hervorming kindregelingen heeft de aparte norm voor de alleenstaande ouder afgeschaft. De alleenstaande ouder heeft de norm van een alleenstaande en wordt via de belasting gecompenseerd middels de alleenstaande ouderkop (binnen het Kindgebonden budget). De norm voor gehuwden zonder kostendelende medebewoners is per 1 januari 2020 netto € 1.428,14 per maand (€ 17.137,68 per jaar). Met vakantietoeslag is dat € 1.503,31 (€ 18.039,72 per jaar). Voor personen onder de 18 en boven de AOW-gerechtigde leeftijd gelden lagere respectievelijk hogere bedragen. Deze bedragen worden per categorie huishouden het {netto) sociaal minimum genoemd, met dien verstande dat er ook nog een toeslagenstelsel is.

## Begrip 'gehuwde'
In artikel 3 is bepaald dat als gehuwd of als echtgenoot mede wordt aangemerkt de ongehuwde die met een andere persoon een gezamenlijke huishouding voert, tenzij het betreft een bloedverwant in de eerste graad of een bloedverwant in de tweede graad indien er bij een van de bloedverwanten in de tweede graad (bijv. broer en zus) sprake is van zorgbehoefte (dan is er geen gezamenlijke huishouding).
Artikel 3 bepaalt verder dat van een gezamenlijke huishouding sprake is als twee personen hun hoofdverblijf in dezelfde woning hebben en zij blijk geven zorg te dragen voor elkaar door middel van het leveren van een bijdrage in de kosten van de huishouding dan wel anderszins.
Onder het gehuwdenbegrip valt naast huwelijk en geregistreerd partnerschap ook de situatie van samenwoning tussen personen die samenwonen en de woonkosten delen of op een andere manier voor elkaar zorgen, ongeacht of men een (partnerschaps-)relatie met elkaar heeft of niet. De ongehuwde die met een ander een gezamenlijke huishouding voert wordt voor de Participatiewet dus als gehuwd of als echtgenoot aangemerkt en dan is er sprake van een gezamenlijke huishouding. Dan tellen alle middelen (inkomen en vermogen) van deze samenwoners mee bij de hoogte van de bijstand (niet bij de kostendelersnorm).
Een uitzondering hierop in artikel 3 betreft twee categorieën personen die in familieverband tot elkaar staan, namelijk 1. bloed- en 2. aanverwanten in de eerste graad en bloedverwanten in de tweede graad indien er bij een van hen sprake is van zorgbehoefte. Het eigen kind is een bloedverwant in de eerste graad, aanverwant in de eerste graad is het stiefkind. Ouder en meerderjarig kind, stiefkind of voormalig pleegkind kunnen dus weliswaar een gezamenlijke huishouding voeren, maar niet als gehuwden worden aangemerkt voor de Participatiewet. Wel is dan de kostendelersnorm van toepassing.
Broers en zussen en grootouders en kleinkinderen zijn bloedverwanten in de tweede graad. Voeren broers en zussen of grootouders en kleinkinderen een gezamenlijke huishouding, dan worden zij wel als gehuwden aangemerkt. Dit is alleen anders als er sprake is van zorgbehoefte bij een van hen, bijvoorbeeld als de zorgbehoeftige in aanmerking komt of zou komen voor een opname in een inrichting voor verpleging en verzorging. Als dit het geval is, dan is er geen sprake van een gezamenlijke huishouding maar dan is ook de kostendelersnorm van toepassing.

## Kostendelersnorm
Met de Participatiewet is de kostendelersnorm (artikel 22a) ingevoerd. De kostendelersnorm houdt in dat als een bijstandsgerechtigde vanaf 21 jaar een woning deelt (of op een adres woont) met een of meer personen, de bijstandsuitkering wordt verlaagd, omdat wordt aangenomen dat in die situatie de woonkosten kunnen worden gedeeld.
Artikel 19 bepaalt wie kostendelers zijn en wie dat niet zijn. Geen kostendelers zijn in de eerste plaats echtgenoten want deze voeren in principe een gezamenlijke huishouding. Verder zijn geen kostendelers medebewoners, onderhuurders of kostgangers met een contract op basis van een commerciële prijs, waarbij die commerciële prijs ook daadwerkelijk wordt betaald door alle medebewoners. Studenten zijn ook uitgezonderd van de kostendelersnorm. De inkomsten van de kostendelende medebewoners zijn niet van belang, de medebewoners zijn niet in de bijstand begrepen zoals bij een gezamenlijke huishouding.
In artikel 22a is de formule opgenomen: ((40% + A × 30%) / A) × B.
Hierbij staat: A voor het aantal kostendelende medebewoners plus de belanghebbende (en zijn echtgenoot van 21 jaar of ouder) en B voor de toepasselijke bijstandsnorm. Een alleenstaande zonder kostendelende medebewoner heeft 70% van het minimumloon (alleenstaandennorm). Bij gehuwden of samenwonenden zonder kostendelende medebewoner is dat 2 × 50 % = 100 % van het minimumloon (gehuwdenorm). De korting loopt op al naargelang het aantal kostendelende medebewoners binnen een huishouding: hoe meer kostendelende medebewoners, hoe lager de bijstandsuitkering per persoon is. Bij twee kostendelende medebewoners is dat 50% van het minimumloon/gehuwdennorm, 43,3 3% bij drie personen, 40% bij vier personen, 38% bij vijf personen etc..
Bij twee personen is de berekening van de formule ((40% + A × 30%) / A) × B):
A = 2 personen
B = € 1.503,31
40 % + 2 x 30% (=100%)/ 2 personen = 50% x B (€ 1.503,31)= € 751,17 per persoon
Bij drie personen:
A = 3 personen
B = € 1.503,31
40% + 3 x 30%/3 x B (€ 1.503,31) = € 651,38 per persoon
40% + 90% : 3 = 43,33% x € 1.503,31= € 651,38 per persoon

## Vermogen
Er is een vermogenstoets: artikel 19 bepaalt dat er slechts recht op algemene bijstand bestaat indien er geen in aanmerking te nemen vermogen is. Artikel 34 bepaalt dat niet als vermogen in aanmerking wordt genomen het bij de aanvang van de bijstand aanwezige vermogen, voor zover dit minder bedraagt dan de voor een alleenstaande geldende vermogensgrens van € 6 505. Voor een alleenstaande ouder of twee gehuwden samen is de vermogensgrens het dubbele (€ 13 010, bedragen per 1 januari 2022). Het vermogen is kortweg de som van de bezittingen verminderd met (aantoonbare) schulden. Bij de vermogenstoets wordt het zogenaamde vrij te laten vermogen vastgesteld. Dit is nogal ingewikkeld. Daarbij geldt als uitgangspunt dat tijdens een ononderbroken periode van bijstandsverlening slechts eenmaal een bedrag ter hoogte van maximaal de toepasselijke vermogensgrens wordt vrijgelaten. Na het vastgestelde vermogen volgt dan de resterende vermogensruimte, het resterend vrij te laten vermogen. Zodra door toename van het vermogen deze vermogensruimte wordt overschreden, dan eindigt in principe het recht op bijstand.
Bij een negatief (en dus op nihil) vastgesteld aanvangsvermogen (dat komt zeer vaak voor) valt de ruimte voor vermogenstoename samen met de vermogensgrens. Hoewel dit zuiver wiskundig eigenlijk betekent dat bij een negatief vermogen de vermogensruimte wordt opgerekt met de absolute waarde van het negatieve vermogen en dat er dus meer vermogensruimte beschikbaar is, is dit niet de bedoeling van de wetgever. De memorie van toelichting geeft aan dat de vermogensgrens niet kan worden opgerekt met de absolute waarde van een negatief aanvangsvermogen. Ook de Centrale Raad van Beroep (CRvB), de hoogste recher in de sociale zekerheid gaat uit van het standpunt in de MVT dat de resterende vermogensruimte nooit groter kan zijn dan de ten tijde van de aanvang van de bijstandsverlening toepasselijke vermogensgrens. Een negatief aanvangsvermogen vergroot dus niet de resterende vermogensruimte.
Van de overwaarde van het eigen huis wordt in 2020 maximaal € 52.500,00 buiten beschouwing gelaten. Als de overwaarde hoger is kan de gemeente een krediethypotheek vestigen. Dan wordt de bijstand als geldlening verstrekt. Dit geldt alleen als over een periode van een jaar vanaf de eerste dag waarover bijstand wordt verleend, de bijstand naar verwachting in totaal meer zal bedragen dan het netto minimumloon voor één maand (artikel 50). Als iemand na het opmaken van het niet-vrijgelaten vermogen bijstand aanvraagt, wordt bezien of het vermogen niet te snel is uitgegeven. Er kan dan geconcludeerd worden dat men "onvoldoende besef van verantwoordelijkheid heeft betoond bij het voorzien in de kosten van het bestaan". In dat geval wordt een verlaging toegepast op de uitbetaling van de bijstand. Wegens het wettelijke afkoopverbod telt pensioenvermogen dat is opgebouwd in de tweede pijler niet als vermogen, maar dat in de derde pijler wel. De regering heeft aangekondigd ook een derdepijlerpensioen tot (incl. eventueel tweedepijlerpensioen) twee maal de AOW vrij te gaan laten. Om te voorkomen dat mensen vlak voor een bijstandsaanvraag hun vermogen wegsluizen naar hun derdepijlerpensioen, geldt daarbij de randvoorwaarde dat er in de jaren voor de bijstandsaanvraag sprake moet zijn van een gelijkblijvende of dalende inleg.
In overleg met het Rijk is het voornemen van de gemeente Enschede niet doorgegaan om bijstand te weigeren voor zover men door zijn pensioen eerder te laten ingaan inkomen kan verwerven.

## Terugvordering en verhaal
Indien na of tijdens verlening van de bijstand blijkt dat de bijstand ten onrechte of tot een te hoog bedrag is vastgesteld, dan is de gemeente bevoegd, en meestal ook verplicht, het te veel betaalde terug te vorderen. Dat kan van de betrokkene zelf en soms ook van een aanvankelijk onbekend gebleven partner. Bij de invordering of inning van deze vordering moet de gemeente rekening houden met de beslagvrije voet. Dit houdt in dat men als schuldenaar recht heeft op een basisbedrag om van te leven, grofweg 90% van de toepasselijke bijstandsnorm. Naast terugvordering kan er ook sprake zijn van verhaal van kosten. De gemeente is verplicht om de kosten te verhalen op degene die onderhoudsplichtig is voor de persoon die bijstand ontvangt. In de praktijk gaat het daarbij om de ouders, (ex-)echtgenoot of (ex-)partner.
Het loont om een ontstane vordering in het lopende dienstjaar terug te betalen. Als een vordering 'over het jaar heen wordt getild', dan wordt het restantbedrag eenmalig gebruteerd. De afgedragen loonbelasting wordt dan van de schuldenaar teruggevorderd. Zo kan een vordering met gemak 30 tot 40% hoger worden. Deze verrekening van loonbelasting door de gemeente kan overigens in de aangifte inkomstenbelasting worden gecorrigeerd. Namelijk door het volledige terugbetaalde bedrag in de aangifte van het betreffende kalenderjaar op te voeren als negatief loon.

## Sancties

### Boeten
De bijstandsgerechtigde is verplicht om tijdig en volledig alle inlichtingen te verstrekken die relevant zijn voor de bijstandsverlening, de inlichtingenplicht. Als de bijstandsgerechtigde nalaat informatie over bijvoorbeeld inkomsten te verstrekken en er daardoor te veel bijstand is verstrekt (het benadelingsbedrag), dan is de gemeente verplicht om een boete op te leggen (artikel 18a). De boete kan oplopen tot maximaal het benadelingsbedrag. Als er geen benadelingsbedrag is, dan kan soms volstaan worden met een waarschuwing of een minimumboete (€ 75,- - € 100,-). Bij herhaalde niet-nakoming van de inlichtingenplicht (recidive) kan de boete tot 150% van het benadelingsbedrag oplopen. De gemeente heeft een verzwaarde bewijslast om een boete op te leggen, het is immers een strafrechtelijke sanctie. Hierbij heeft de betrokkene zekere rechten zoals de cautie, het recht om te zwijgen. Ook voor de invordering of inning van de boete moet de gemeente rekening houden met de beslagvrije voet.

### Maatregel/verlaging/afstemming
De bijstandsgerechtigde is ook verplicht om werk te zoeken en alle medewerking te verlenen daarbij (artikel 9). Bij niet-nakoming van deze verplichtingen kan een zgn. maatregel opgelegd worden, dat is een verlaging van de bijstand over een bepaalde periode en naarmate de zwaarte van het verwijt. Juridisch is dit geen straf zoals de boete, maar een 'afstemming van de bijstand' op de omstandigheden en gedragingen van de bijstandsgerechtigde. Dit moet de gemeente regelen in een afstemmings- of maatregelenverordening (artikel 8). De gevolgen zijn voor de bijstandsgerechtigde echter dezelfde. Hier wordt echter niets ingevorderd, maar ontvangt men tijdelijk minder of geen bijstand, wat zeer ingrijpend kan zijn. Hier is er geen bescherming van de beslagvrije voet. Het is wel een prikkel om aan de arbeids- en
reintegratieverplichtingen te voldoen.

## Cliëntenparticipatie
De gemeente moet gelegenheid bieden om bijstandsgerechtigden (ofwel cliënten of klanten) inspraak te geven middels een Cliëntenraad- of Adviesraad en moet dit bij verordening regelen (artikel 47). Het gaat erom dat bijstandsgerechtigden of hun vertegenwoordigers worden betrokken bij de uitvoering van deze wet zodat zij via de cliëntenraad vroegtijdig in staat worden gesteld gevraagd en ongevraagd advies uit te kunnen brengen bij de beleidsvorming. Daarbij moet de gemeente de cliëntenraad voorzien van ondersteuning middels informatie en periodiek overleg zodat de cliëntenraad zijn rol effectief kan vervullen.

## Aanvullende Inkomensvoorziening Ouderen (AIO)
Dit onderdeel van de Participatiewet wordt uitgevoerd door de Sociale Verzekeringsbank. Het betreft alleenstaanden die de AOW-leeftijd hebben bereikt en het geval van twee partners van wie dat voor minstens een van beide geldt. Er kan aanspraak bestaan op een AIO-uitkering als de alleenstaande of één of beide partners een onvolledige AOW-uitkering hebben. Voor een alleenstaande is de norm ongeveer 76,8% van het algemene referentie- minimumloon (niet te verwarren met het referentieminimumloon voor de AOW), en voor twee partners samen 105,7%. De bijstandsnormen zijn per januari 2020 € 1 117,44 voor alleenstaanden en € 1 514,70 voor gehuwden (excl. vakantiegeld) per maand. Er zijn ongeveer 50 000 uitkeringsgerechtigden. Ruim 10% van de bijstandsgerechtigden heeft de AOW-gerechtigde leeftijd.

## Zelfstandigen

### Besluit bijstandverlening zelfstandigen 2004 (Bbz 2004)
Het doel van het Besluit bijstandverlening zelfstandigen 2004 (Bbz 2004) (een algemene maatregel van bestuur op grond van de Participatiewet) is het verlenen van financiële steun aan mensen in de bijstand die zelfstandig ondernemer willen worden of zijn. Voordat de Bbz bestond werden bijstandsgerechtigden die zelfstandigen wilden worden, geholpen met micro-kredieten. Een van de voorwaarden is dat het bedrijf van de zelfstandige levensvatbaar is.
Aan een zelfstandige kan algemene bijstand voor kosten van levensonderhoud worden verstrekt (artikel 2 lid 1 Bbz 2004) en hij kan evt. ook in aanmerking komen voor bijzondere bijstand (artikel 35 Participatiewet). Dit als aanvulling op het eigen (gezins-)inkomen (tot het bedrag dat men anders ook als bijstandsinkomen had gehad), gedurende maximaal 36 maanden (drie jaren).
Bijstand als lening voor bedrijfskapitaal (tegen een rentepercentage van 8% per jaar en een looptijd van 10 jaren, artikel 15 Bbz 2004) is ook mogelijk, bedragen per 1 januari 2024:
- maximaal € 247.047 voor een gevestigde zelfstandige (artikel 20 Bbz 2004),
- maximaal € 45.483 voor een startende zelfstandige artikel 24 Bbz 2004),
- maximaal € 12.352 voor een oudere zelfstandige (artikel 26 Bbz 2004).

De algemene bijstand en de bijstand voor bedrijfskapitaal kan om niet (dus zonder terugbetalingsplicht) of als geldlening worden verstrekt. De vorm is afhankelijk van de omstandigheden (o.a. bedrijfsresultaten) en kan per type zelfstandige verschillen.
De gemeente (sociale dienst) is verantwoordelijk voor de uitvoering van de Bbz, maar schakelt vaak de onafhankelijke advies- en begeleidingsorganisatie IMK Intermediair (Instituut Midden- en Kleinbedrijf) in voor de beoordeling van de levensvatbaarheid van het bedrijf van de zelfstandigen en om de uitkeringsgerechtigden te begeleiden die zelfstandigen willen worden. Bijstandsgerechtigden zijn tijdens dit traject vrijgesteld van hun sollicitatieplicht en hoeven niet langer ingeschreven te staan bij het UWV WERKbedrijf.

### Tijdelijke overbruggingsregeling zelfstandig ondernemers (Tozo)
De Tijdelijke overbruggingsregeling zelfstandig ondernemers (Tozo) is een van de steunmaatregelen tijdens de coronacrisis in Nederland, voor de ondernemer (bijvoorbeeld met een eenmanszaak, of een directeur-grootaandeelhouder) die voldoet aan het urencriterium voor de zelfstandigenaftrek, en al was ingeschreven bij de Kamer van Koophandel voordat deze regeling in maart 2020 werd aangekondigd. Het bedrijf wordt niet getoetst op levensvatbaarheid. De regeling geeft over het tijdvak van 1 maart t/m 31 augustus 2020 voor de duur van maximaal drie aangesloten maanden aanvulling van het inkomen tot het sociaal minimum, waarbij het inkomen van de partner en het vermogen buiten beschouwing blijven. Voorwaarde is dat de aanvrager als gevolg van de coronacrisis een inkomen onder het sociaal minimum heeft. Als van twee partners beiden voldoen aan de voorwaarden voor het doen van een aanvraag, kan toch slechts één een aanvraag doen; de partner mede-ondertekent. De aanvulling van het inkomen van de aanvrager tot het normbedrag voor twee partners samen wordt deels aan de aanvrager en deels aan de partner uitbetaald. Dit verhoogt wel het belastbaar inkomen van de partner, waardoor deze mogelijk meer belasting is verschuldigd, en er ook gevolgen kunnen zijn voor toeslagen. De kostendelersnorm wordt niet toegepast; een wettelijke grondslag met terugwerkende kracht wordt hiervoor voorbereid.
Daarnaast is ondersteuning volgens deze regeling mogelijk in de vorm van een lening voor bedrijfskapitaal, tegen een lage, niet marktconform rente van 2%. Voorwaarde is dat de zelfstandige als gevolg van de coronacrisis een liquiditeitsprobleem heeft.
De regeling is in april 2020 uitgewerkt in een algemene maatregel van bestuur (amvb) op basis van artikel 78f van de Participatiewet. Dit artikel bepaalt dat in de amvb voor de bijstandsverlening aan zelfstandigen van bepaalde artikelen van deze wet kan worden afgeweken. In dit geval betreft dat onder meer het ontbreken van een vermogenstoets en van een partnerinkomenstoets, met de bedoeling de aanvragen en hun afhandeling te vereenvoudigen. Ook kunnen aanvragen tot en met mei 2020 met terugwerkende kracht tot 1 maart 2020 worden ingediend, wat de werklast van het afhandelen kan spreiden.
Het vervolg Tozo 2 geldt aansluitend aan de periode waarvoor Tozo (nu Tozo 1 genoemd) is/wordt ontvangen. Tozo 2 zou eerst duren tot en met augustus, maar dat werd nog een maand langer, dus tot en met september, onafhankelijk van de individuele ingangsdatum van Tozo 1 (de regel van een maximaal aantal maanden vervalt). Wel is bij Tozo 2 de partnerinkomenstoets van kracht. De vrijwaring van een vermogenstoets blijft gehandhaafd.

## IOAW/IOAZ
Ook de IOAW en IOAZ zijn een soort bijstand, maar is eerder een vervolguitkering bij werkloosheid voor oudere werkloze werknemers en zelfstandigen, maar uitgevoerd door de gemeente.

## Rechtsbescherming
Tegen beslissingen over het (niet) verlenen van bijstand en beslissingen over bijvoorbeeld terugvordering of een boete kan een belanghebbende een bezwaarschrift indienen. De gemeente kan immers ingrijpende besluiten nemen. Op die procedure is de Algemene wet bestuursrecht van toepassing. Dat betekent dat tegen de beslissing op bezwaar desgewenst beroep kan worden ingesteld bij de sector bestuursrecht van de rechtbank en eventueel hoger beroep bij de Centrale Raad van Beroep (CRvB). In spoedgevallen kan ook een voorlopige voorziening gevraagd worden bij de voorzieningenrechter van de rechtbank. In enkele gevallen kan cassatie (recht) worden ingesteld bij de Hoge Raad. Voor de beroepen bij rechtbank en CRvB moet griffierecht worden betaald. De bijstand van een advocaat kan middels een toevoeging van de Raad voor Rechtsbijstand worden bekostigd (gefinancierde rechtshulp).

## Referentieminimumloon
Artikel 19 Participatiewet bepaalt dat algemene bijstand het eigen inkomen aanvult tot maximaal de toepasselijke bijstandsnorm (sociaal minimum). Dit zijn deels de facto ronde percentages van het referentieminimumloon, hoewel de percentages niet in de wet genoemd worden. Artikel 38 bepaalt dat met ingang van de dag waarop het referentieminimumloon wijzigt de bedragen worden herzien met het percentage van deze wijziging. Daardoor zijn de bedragen de facto (behoudens de doorwerking van afrondfouten) vaste percentages van het referentieminimumloon.
Artikel 19 bepaalt verder dat in de algemene bijstand een vakantietoeslag is begrepen ter hoogte van 5% van die bijstand (de vakantietoeslag is daardoor ongeveer 5,26% van het bedrag zonder vakantietoeslag). Artikel 38 bepaalt dat dit percentage gelijk wordt gehouden aan de procentuele verhouding tussen de netto-aanspraak op de minimum vakantiebijslag over het minimumloon en het netto minimumloon. Onder netto-aanspraak op de minimum vakantiebijslag wordt verstaan het verschil tussen het referentieminimumloon en het bedrag dat het referentieminimumloon zou zijn zonder rekening te houden met de aanspraak op vakantiebijslag. Dit wordt afgerond op 5%. Uit het vorenstaande blijkt dat het percentage van 5,26% lager is dan de gebruikelijke 8% doordat het om het nettobedrag gaat en niet door een aparte keuze om minder te verstrekken.
In artikel 37 wordt het algemene referentieminimumloon, niet te verwarren met het referentieminimumloon voor de AOW, gedefinieerd. Het is het bedrag dat twee partners samen netto zouden ontvangen als een van beiden bruto een bedrag aan uitkering zou krijgen gelijk aan het brutominimumloon inclusief vakantietoeslag, en zijn of haar partner geen inkomen zou hebben, en de maximale algemene heffingskorting voor een bepaald gedeelte (2024: 57,5%) uitbetaald zou krijgen. Hetzelfde artikel bepaalt dat dit percentage van de maximale algemene heffingskorting dat voor de partner in aanmerking wordt genomen vanaf 2025 halfjaarlijks wordt verlaagd, op 1 januari en 1 juli. De verlaging bedraagt per halfjaar 2,5 procentpunt. De Wet van 18 december 2024 tot wijziging van de Algemene nabestaandenwet en de Participatiewet in verband met het in 2025, 2026 en 2027 niet afbouwen van de dubbele algemene heffingskorting in het referentieminimumloon onderbreekt de afbouw. Het algemene referentieminimumloon is uiteindelijk het bedrag dat iemand netto zou ontvangen als deze persoon bruto een bedrag aan uitkering zou krijgen gelijk aan het bruto-minimumloon inclusief vakantietoeslag (dit is onafhankelijk van het hebben van een partner).
Dit is het gevolg van de Wet van 15 december 2011, houdende geleidelijke afbouw van de dubbele heffingskorting in het referentieminimumloon tot een keer de algemene heffingskorting met uitzondering van het referentieminimumloon voor de Algemene Ouderdomswet, en enkele latere wijzigingen van artikel 37, die betrekking hebben op aanpassingen van het tempo van de afbouw. In combinatie met de inflatiecorrectie is er naar verwachting meestal toch nog wel een kleine stijging van het nominale bedrag van het referentieminimumloon.
Het referentieminimumloon wijkt af van het nettoloon van iemand die werkt voor het minimumloon, of wat twee partners samen netto zouden ontvangen als dit voor een van beiden zou gelden, want iemand die werkt krijgt arbeidskorting, terwijl anderzijds de heffingskorting(en) lager zouden zijn: in het eerste geval zou die eenmaal ontvangen worden, in het tweede geval zou de partner een kleiner deel van de algemene heffingskorting dan hierboven genoemd ontvangen, doordat de afbouw van de dubbele heffingskorting voor kostwinners eerder is begonnen en sneller verloopt. Uiteindelijk is het referentieminimumloon dus het bedrag dat iemand netto zou ontvangen als hij bruto een bedrag aan uitkering zou krijgen gelijk aan het minimumloon incl. vakantietoeslag. Door het ontbreken van arbeidskorting is het uiteindelijke referentieminimumloon minder dan het individuele nettominimumloon. De dubbele heffingskorting wordt ook in het referentieminimumloon afgebouwd om te voorkomen dat over een aantal jaren twee partners samen financieel beter af zouden zijn met bijstand dan wanneer één voltijds tegen het minimumloon werkt, of dat recht zou ontstaan op aanvullende bijstand als van twee partners één voltijds tegen het minimumloon werkt, en de ander wel wil werken maar geen werk kan vinden.
De verlagingen werken door in alle bijstandsuitkeringen doordat de normbedragen vaste percentages zijn van het referentieminimumloon, maar ook in de Anw, IOAW, IOAZ en TW, echter niet in de AOW.
Berekening per 1 januari 2014:
Het bruto minimumloon inclusief vakantie-uitkering bedraagt € 1.604,45 per maand, dit is per jaar € 19.253,40. Naar beneden afgerond op een veelvoud van € 54 is dit € 19.224. De loonheffing volgens box 1 is 36,25% van € 19.224 (naar beneden op euro's afgerond), is € 6.968. De heffingskorting is 1,8875 maal de algemene heffingskorting van € 2103, dit is € 3.969. De loonheffing is dus € 2.999 per jaar, dit is € 249,91 per maand. Het algemene referentieminimumloon (niet te verwarren met het referentieminimumloon voor de AOW) is dus € 1.604,45 - € 249,91 = € 1.354,54 per maand (€ 16.254,48 per jaar).
Om per 1 januari 2023 van de bruto minimumloon van € 25.069,92 per jaar tot het (netto) referentieminimumloon te komen, wordt uitgegaan van de loonheffing via de groene tabel (geen arbeidskorting), waarbij 1,6 maal de algemene heffingskorting wordt toegepast. Dit komt uit op € 1.708,08 per maand. Dit geldt als bestaansminimum voor twee partners. De inkomensafhankelijke toeslagen voor hen als functie van het bruto inkomen zijn maximaal bij het genoemde bruto inkomen.

## Alleenverdienersproblematiek
In het geval dat in een alleenverdienerhuishouden de alleenverdiener een UWV-uitkering ontvangt en het paar aanvullend recht heeft op bijstand, is in bepaalde gevallen een hoger bruto inkomen nodig om netto op het sociaal minimum uit te komen dan bij paren die alleen op bijstand zijn aangewezen, doordat er minder algemene heffingskorting benut kan worden. Dit hogere bruto inkomen vermindert echter het recht op toeslagen. Dit wordt de alleenverdienersproblematiek genoemd. Aanhangig is de Wet tijdelijke regeling alleenverdienersproblematiek om dit voor enkele jaren provisorisch te compenseren. Voor daarna wordt een meer verfijnde oplossing voorbereid, namelijk een fiscale wijziging.

## Fiscale aspecten
Er zijn gemeenten die betalingen, gedaan in meerdere jaren, bij elkaar optellen in de jaaropgave van een volgend jaar. Dat wordt door de gemeente doorgegeven als BRI-inkomen in dat jaar.
Het BRI registreert zo een fictief jaarinkomen dat hoger is dan het werkelijk ontvangen bedrag in dat jaar. Als bijvoorbeeld in november van enig jaar bijstand wordt toegekend, dan kan het voorkomen dat de bijstandsbetalingen van november en december van dat jaar in de jaaropgaaf van het volgende jaar wordt opgenomen. Bij de belastingdienst kan dan om herziening worden gevraagd. Dit gebeurt niet vaak, gemeenten zouden bijstandsgerechtigden daarop moeten wijzen. Dat hoge fictieve jaarinkomen kan ertoe leiden dat de bijstandsgerechtigde te weinig of zelfs geen aanspraak kan maken op inkomensafhankelijke regelingen zoals de huurtoeslag. Als de Dienst Toeslagen van het Ministerie van Financiën dit achteraf vaststelt, dan kan een terugbetalingsverplichting worden opgelegd, hoewel betrokkene op grond van het werkelijke inkomen in dat jaar recht zou hebben op de volledige toeslagbedragen die anders zouden worden uitbetaald indien de gemeente niet de bedragen van meerdere jaren had opgeteld. Samen met de inkomensafhankelijke regelingen worden uitkeringen op grond van de Participatiewet voldoende geacht voor de minimaal noodzakelijke kosten van levensonderhoud. Zodoende heeft het (achteraf) niet (volledig) toekennen van toeslagen, vanwege een fictief hoog inkomen, negatieve gevolgen voor de bijstandsgerechtigde. In sommige gemeenten kan voor dit gemis bijzondere bijstand worden verstrekt.

## Evaluatie
In november 2019 kwam het Sociaal en Cultureel Planbureau (SCP) op verzoek van de regering met een evaluatierapport over de Participatiewet. Het SCP oordeelde negatief: de wet berustte deels op verkeerde aannames en de doelstellingen waren nauwelijks behaald. De mensen die voorheen in de sociale werkvoorziening terecht hadden gekund, waren vaker dan voorheen aangewezen op een uitkering. De positie van jonggehandicapten was op veel punten verslechterd. Voor de ‘klassieke bijstandsgerechtigden’ was er niet veel veranderd.

### Coronacrisis
Tijdens de coronacrisis kwam de regering met een aantal tijdelijke versoepelingen van de regels. Toen die per 1 oktober 2021 weer werden afgeschaft, kwamen enkele stadsbesturen met een eigen, afwijkend beleid op de proppen. Zo liet Utrecht de vierwekentermijn vallen voordat jonge werklozen een uitkering kunnen aanvragen, en wordt ook de leeftijdseis van 27 jaar niet meer gehandhaafd.

## Participatiewet in balans
Aanhangig is het wetsvoorstel Participatiewet in balans dat beoogt de balans tussen bestaanszekerheid, re-integratie en handhaving te verbeteren. Deze bepaalt onder meer dat een bijstandsgerechtigde tot 1.200 euro per jaar aan giften in geld mag ontvangen, zonder dat dit gevolgen heeft voor de hoogte van de bijstandsuitkering. De giften hoeven ook niet gemeld te worden zolang dit bedrag niet is bereikt. Giften in natura moeten wel altijd gemeld worden, waarna de gemeente bepaalt of dit gevolgen heeft voor de hoogte van de bijstandsuitkering, en zo ja, in welke mate. De intentie was om giften in natura op eenzelfde wijze te behandelen als giften in geld, maar de waardebepaling was een probleem. Voor giften in natura blijven de regels ongewijzigd. Ze worden aangemerkt als besparingsbijdrage voor zover zij betrekking hebben op de kosten die tot de algemene noodzakelijke kosten van het bestaan behoren, en als middelen van bestaan als ze in redelijkheid te gelde gemaakt kunnen worden. Als er sprake is van substantiële bijdragen, is de gemeente gehouden de bijstand hierop af te stemmen.